# Davallia parishii
Davallia parishii là một loài dương xỉ trong họ Davalliaceae. Loài này được Hook. mô tả khoa học đầu tiên năm 1867.
Danh pháp khoa học của loài này chưa được làm sáng tỏ. 